# Deeper than Rap
Albums de Rick Ross
Trilla
(2008) Teflon Don
(2010)
Singles
1. Mafia Music
Sortie : 24 janvier 2009
2. Magnificent
Sortie : 24 février 2009
3. All I Really Want
Sortie : 5 mai 2009
4. Maybach Music 2
Sortie : 19 mai 2009

Deeper than Rap est le troisième album studio de Rick Ross, sorti le 21 avril 2009 .
L'album s'est classé 1er au Billboard 200, au Top R&B/Hip-Hop Albums, Top Rap Albums et au Top Internet Albums.

## Liste des titres
| No  | Titre                                                                                           | Contient un (des) sample(s) de                                                  | Durée |
| --- | ----------------------------------------------------------------------------------------------- | ------------------------------------------------------------------------------- | ----- |
| 1.  | Mafia Music (Produit par The Inkredibles)                                                       | Yoriko's Nightmare de Yūji Ōno                                                  | 4:16  |
| 2.  | Maybach Music 2 (featuring Kanye West, Lil Wayne et T-Pain – Produit par J.U.S.T.I.C.E. League) | Time Is the Teacher de Dexter Wansel Maybach Music de Rick Ross featuring Jay-Z | 4:59  |
| 3.  | Magnificent (featuring John Legend – Produit par J.U.S.T.I.C.E. League)                         | Gotta Make It Up to You d'Angela Bofill I'm the Magnificent de Special Ed       | 4:17  |
| 4.  | Yacht Club (featuring Magazeen – Produit par J.U.S.T.I.C.E. League)                             | El Jardia de Johnny Pate                                                        | 5:14  |
| 5.  | Usual Suspects (featuring Nas et Kevin Cossom – Produit par The Inkredibles)                    | A Garden of Peace de Lonnie Liston Smith                                        | 5:14  |
| 6.  | All I Really Want (featuring The-Dream – Produit par Tricky Stewart)                            |                                                                                 | 4:16  |
| 7.  | Rich Off Cocaine (featuring Avery Storm – Produit par J.U.S.T.I.C.E. League)                    | Color Her Sunshine de Willie Hutch                                              | 4:25  |
| 8.  | Lay Back (featuring Robin Thicke – Produit par The Runners et The Monarch)                      |                                                                                 | 4:02  |
| 9.  | Murda Mami (featuring Foxy Brown et Magazeen – Produit par Bigg D)                              |                                                                                 | 3:34  |
| 10. | Gunplay (featuring Gunplay – Produit par The Inkredibles)                                       |                                                                                 | 3:34  |
| 11. | Bossy Lady (featuring Ne-Yo – Produit par The Runners)                                          |                                                                                 | 3:53  |
| 12. | Face (featuring Trina – Produit par Drumma Boy)                                                 |                                                                                 | 3:14  |
| 13. | Valley of Death (Produit par DJ Toomp)                                                          | I'm So Blue and You Are Too de Barry White                                      | 3:54  |
| 14. | In Cold Blood (Produit par The Runners)                                                         |                                                                                 | 3:05  |

| 15. | Cigar Music (featuring Masspike Miles – Produit par Bink!) | Don't Ask My Neighbors d'Ahmad Jamal | 3:53 |